# 水中翼船

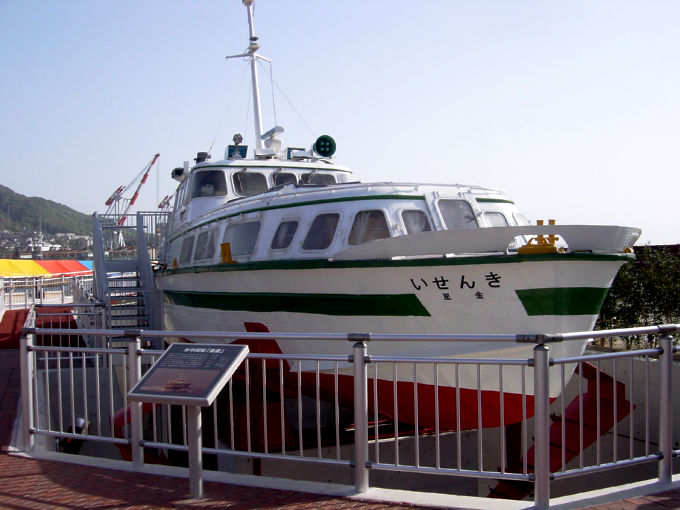
半没型水中翼船 「金星」（大和ミュージアム）

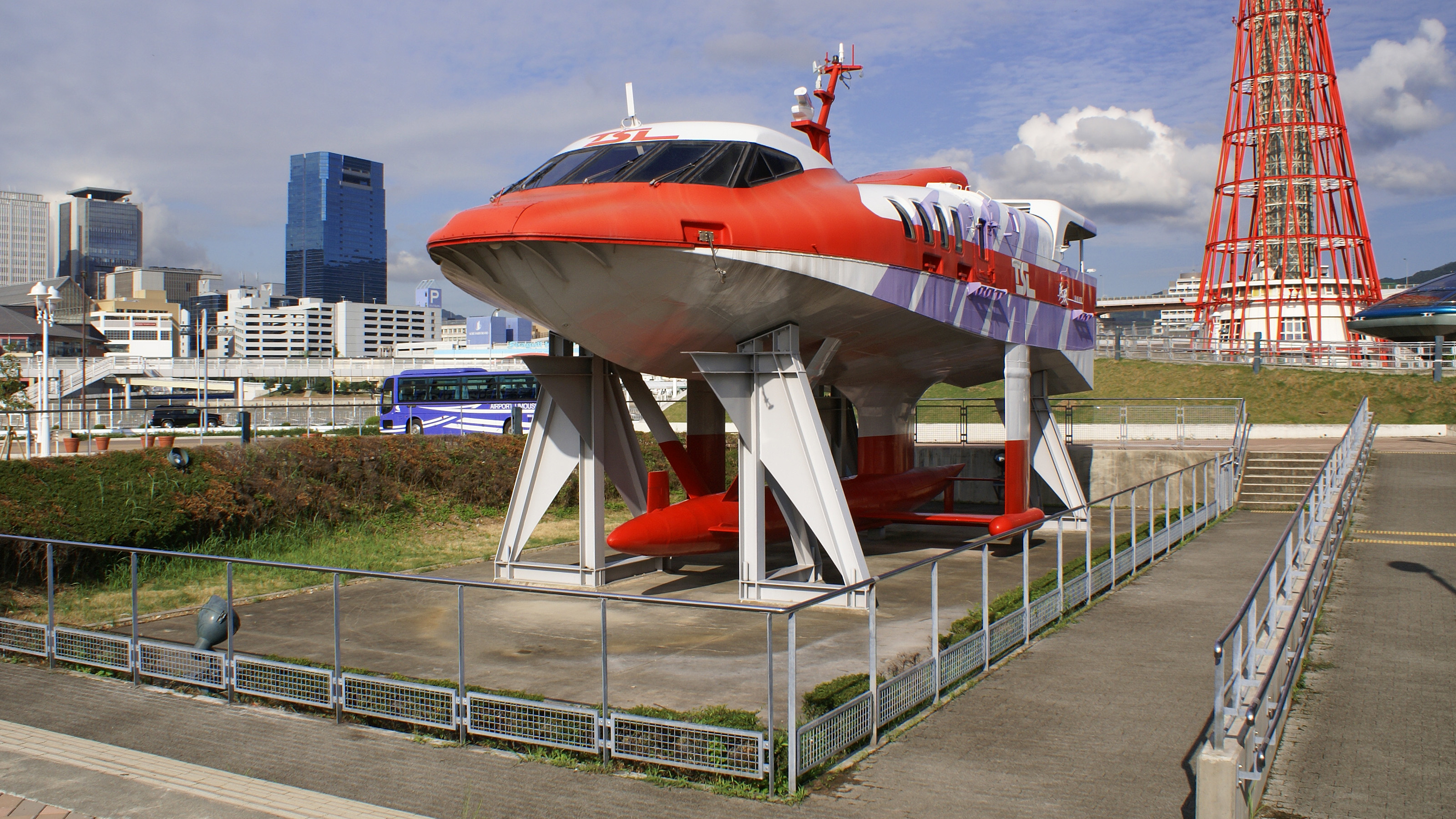
全没型水中翼船 「疾風」（神戸海洋博物館・現在は解体済）

水中翼船（すいちゅうよくせん）、または、ハイドロフォイル（Hydrofoil） とは、推進時に発生する水の抵抗を減らす目的のため、船腹より下に「水中翼」（すいちゅうよく）と呼ばれる構造物を持った船。

## 概要
いわゆる排水型と呼ばれる、喫水線以下の船体が水中に沈み込む方式の船は、速度に関係なく浮力を得られるが、水による大きな抗力から逃れられない。また抗力は速度の二乗倍で増加し、プロペラ（スクリュー）推進の場合は機関の出力を大きくしても40ノットあたりで頭打ちとなる。また、全長に対し全幅を極端に狭くする必要もあり、船の最大の利点でもある積載性をも殺ぐ結果となる。そこで、さらなる高速化を求めた結果、水との接触面を極端に少なくでき、抵抗を揚力に結びつける効果の高い水中翼船が開発された。
低速で水上を航行する際には船体を水面下に浸けて航行するが、高速航行をする際には、迎角のつけられた水中翼から得られる揚力で海面上に船体を持ち上げ、水中翼のみが水中に浸っている形になる。
水中翼船には構造や推進方式が様々あり、構造上の分類では、高速航行時に水中翼の一部が水面上に出る半没翼型水中翼船と、水中翼の全てが水面下にある全没翼型水中翼船とに大まかに分けられる。全没翼型水中翼船には、単胴型と双胴型がある。単胴型の全没翼型水中翼船の代表的なものにアメリカ・ボーイング社（日本では川崎重工業（現在は川崎重工業船舶海洋ディビジョン）の子会社、川重ジェイ・ピイ・エス株式会社がライセンスを取得）の「ジェットフォイル」がある。また、双胴型の全没翼型水中翼船には、三菱重工が開発した「スーパーシャトル400」があり、「レインボー2」が隠岐汽船に就航していた（2013年11月30日に退役）。
全没翼型は半没翼型と比較して安定性に劣るとされている。これは、「半没翼型の場合は特に水中翼の制御をしなくてもある程度の振動を伴いつつではあるが安定した浮上がなされるのに対し、全没翼型ではそのような自律的フィードバックが期待できないこと」「半没翼型に設けられている水中翼には大きな上反角が付けられ、横揺れに対する復原性が確保されていること」による。但し、近年ではコンピュータによる水中翼の能動的な制御技術が確立されたことにより、全没翼型でも安定性を確保できるようになっている。
全没翼型の安定性が確保されると、後述のような半没翼型のデメリットが浮き彫りになったこともあり、敢えて半没翼型を選択するユーザーが少なくなり、現在では全没翼型が主流となっている。
この他に、日立造船の「スーパージェット」等に見られる、双胴船体の間に前後各１枚の全没型水中翼を装備し、双胴船の2つのハルの浮力と全没型水中翼による揚力の両方よって船体を支持するハイブリッド船型を採用した翼付双胴船などがあるが、厳密には全てを水中翼の揚力で支持する水中翼船には含まれないであろう。「スーパージェット」の場合、船体重量の約8割を水中翼の揚力により、残りの約2割を船体の浮力により支えている。推進方式では主としてプロペラによるものと、ウォータージェット推進式によるものがある。
特に小型船舶では抗力低減による推進エネルギー効率向上のメリットは絶大で、下述のように人力や帆走のものも実現している。対照的に大型化は困難であることが水中翼船の構造的な欠点である。船舶はその重量を船底全面にかかる水圧として分散するため、車両では車軸やその支持部、航空機なら翼の特に付け根等の荷重集中部位のある他のビークルとは桁違いに大型化が可能だが、水中翼船は翼とその支柱で担保しうる程度に船体規模が限定される。この点では他の高速船艇の代表的形式として知られるホバークラフト（エアクッション艇）の方が、見た目に反して構造的にはまだ通常船舶に近く、大型化も可能で、1万トン級の小笠原TSLまで実現したのに対し、水中翼船はその半分にも満たない。水中翼が沈み込む低速時には船体規模の割に喫水が極端に深くなる点も港湾など沿岸近傍での支障となり大型化の阻害要因となる。

### 人力水中翼船
人力でのスクリュー駆動による水中翼船は、オール等による手漕ぎ船よりも速い事が明らかになった事から、競技等の目的で人力や風力の水中翼船が製作されるようになった。

### ヨット

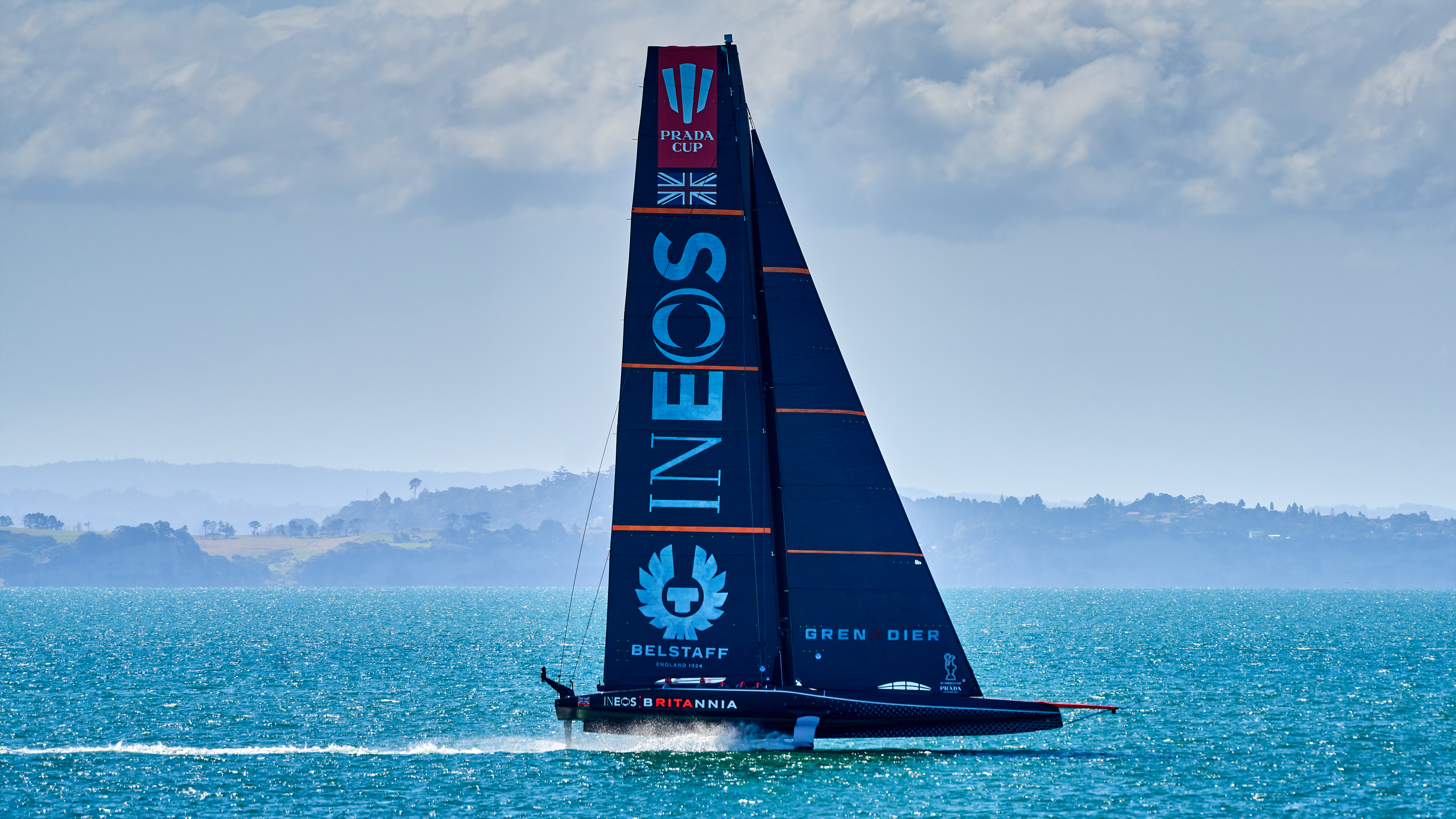
AC75型フォイル艇

近年はヨットにも、高速性能を追求した結果水中翼を採用したものが現れている。2017年の第35回アメリカスカップでは、多くのチームがヨットのダガーボード（一般的なヨットにおけるセンターボード）を水中翼として利用するようになり、2021年開催の第36回アメリカスカップでは3個のT字型フォイルを装備した「AC75」（英語版）が統一レギュレーションとして採用された。外洋を航行するヨットでもフォイル艇が主流となっており、2016年のヴァンデ・グローブでは上位をフォイル艇が占めた。

## 歴史

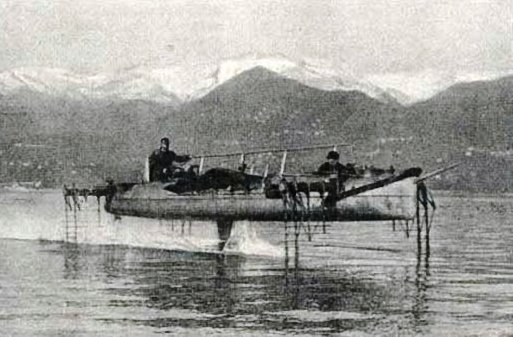
マッジョーレ湖で試験中のフォルラニーニの水中翼船（1910年）

### プロトタイプ
水中翼で水の抵抗を減らすというアイデアは19世紀半ばから知られていたが、それが有効になるほどの推進方法がなかった。20世紀に入って相次いで水中翼船のプロトタイプが製作されるようになった。
1899年から1901年にかけて、イギリスの船舶設計者ジョン・アイザック・ソーニクロフトが、弓形の水中翼をつけた船の設計を研究した。1909年、ソーニクロフトの会社で弓形水中翼と60馬力（45 kW）のエンジンを装備した全長6.7 mのボート Miranda III を建造。その後継機である Miranda IV は35ノット（65 km/h）を記録した。
イタリアの発明家エンリコ・フォルラニーニは1898年から水中翼船の研究を開始し、1906年にはマッジョーレ湖での試験航行で68 km/hを記録した。

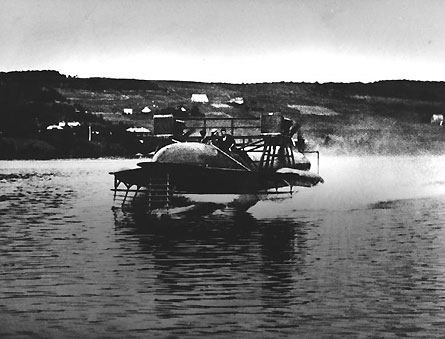
HD-4

アメリカ人で水中翼船を研究していたウィリアム・E・ミーチャムは、1906年3月のサイエンティフィック・アメリカン誌上で水中翼の基本原理を解説した。アレクサンダー・グラハム・ベルは水中翼船を重要な発明と考えており、この記事を読んでから水中翼船のスケッチを描き始めた。1908年夏、彼はフレデリック・ウォーカー・ボールドウィンと共に水中翼船の実験を開始した。ボールドウィンはフォルラニーニの成果を研究し、その設計に基づいた模型での試験を開始した。その後ボールドウィンとベルは軍用水中翼船の開発に関わることになる。1910年から1911年にかけてベルとボールドウィンは世界旅行に出て、イタリアでフォルラニーニに会った。彼らはマッジョーレ湖上でフォルラニーニの水中翼船に試乗している。ボールドウィンはこのときのことを、飛んでいるように滑らかな乗り心地だったと述べている。ノバスコシア州バデックに戻ると、様々なデザインを試し、最終的に HD-4 を完成させた。ルノー製エンジンを採用して最高速度87 km/hを達成し、加速も素早く、操縦が容易で安定性も良かった。ベルがアメリカ海軍にこれを報告すると、260 kW（350 馬力）のエンジンを2機入手できることになった。1919年9月9日、HD-4は船舶速度の世界最高記録114 km/hを達成。この記録は約10年間破られなかった。HD-4の実物大レプリカがバデックの Alexander Graham Bell National Historic Site に展示されている。

### 客船としての利用の始まり

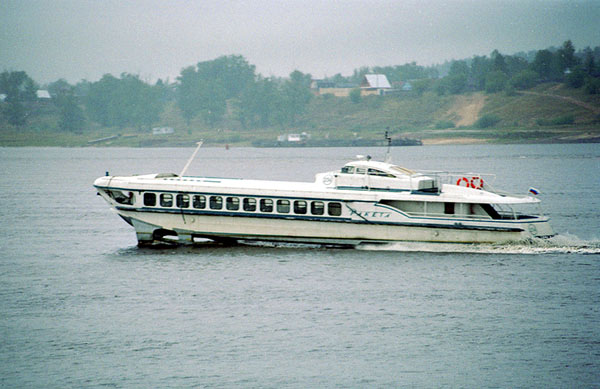
Raketa型水中翼船

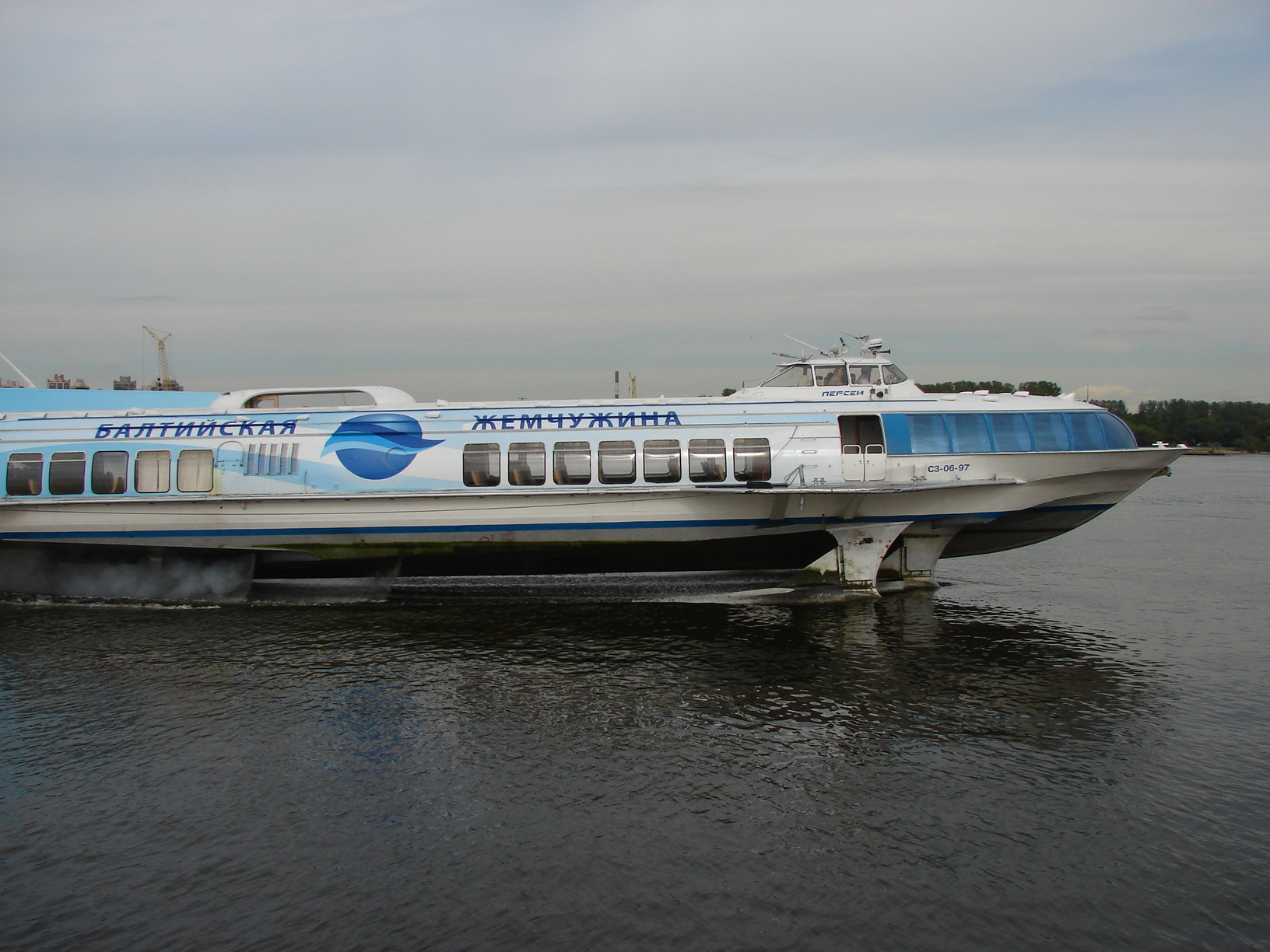
Meteor型水中翼船

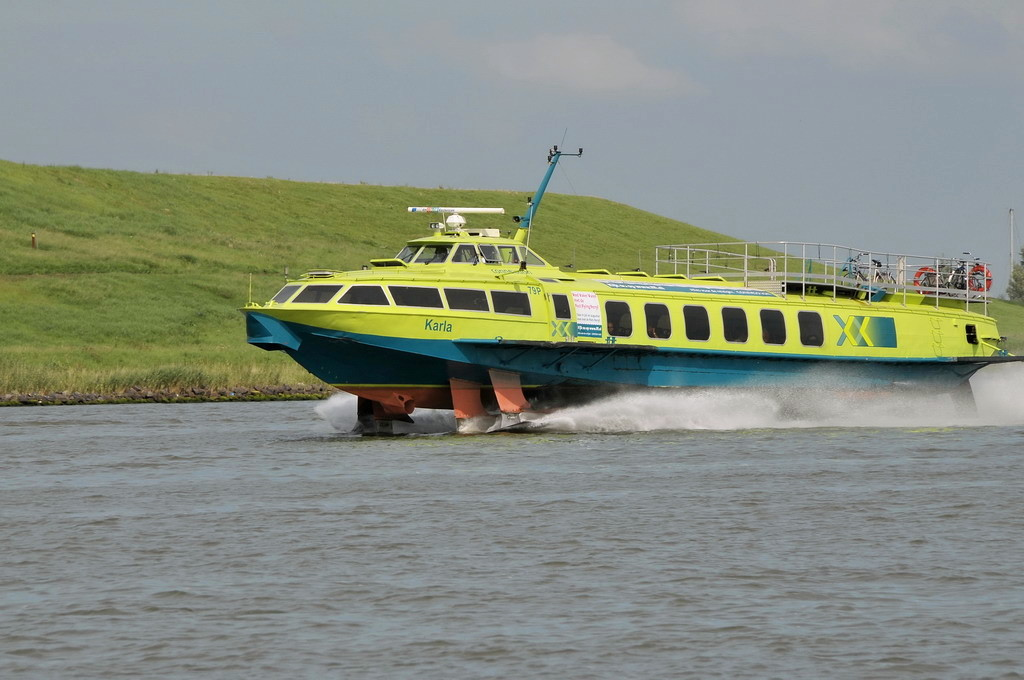
Voskhod型水中翼船

ドイツでは、第二次世界大戦以前から戦中にかけて、フォン・シェルテル男爵が水中翼船を開発していた。戦後、シェルテルのチームはソビエト連邦（ソ連）に連行された。しかしソ連ではドイツ人が高速船の建造に関われなかったため、シェルテルはスイスに移り、そこでシュプラマル (Supramar) という会社を創業した。1952年、シュプラマルは世界初の商用水中翼船 PT10 "Freccia d'Oro"（金の矢）を作り、スイスとイタリアの国境線上にあるマッジョーレ湖に浮かべた。PT10は半没型で乗客32名を乗せ、35ノット（65 km/h）で航行できた。1968年、バーレーン生まれの銀行家フセイン・ナジャディがシュプラマルを買収し、日本、香港、シンガポール、イギリス、ノルウェー、アメリカ合衆国に営業を拡大した。アメリカのジェネラル・ダイナミクスがライセンス提供を受け、国防総省はスーパーキャビテーションについての海軍の研究開発プロジェクトを委託した。日本では日立造船がシュプラマルからライセンス供与を受けた。他にもOECD各国の海運業者や造船業者がライセンスを取得した。
1952年から1971年にかけて、シュプラマルは PT20、PT50、PT75、PT100、PT150 といった水中翼船を設計。これらはいずれも半没型だが、PT150は前方の水中翼が半没型で後方の水中翼が全没型だった。シュプラマルの設計に基づいた水中翼船は200艘以上建造されており、特にイタリアの Rodriquez Cantieri Navali（イタリア語版） が建造したものが多い。
同じ頃、ソ連でも水中翼船の改良が進み、冷戦中の1980年代まで様々な水中翼船型のフェリーや川船が建造された。例えば、Raketa（1957年）、さらに大型の Meteor や小型の Voskhod などがある。ソ連時代の水中翼船の改良に最も貢献した人物として ロスチスラフ・アレクセーエフ がいる。彼は1950年代に高速水中翼船を開発し、後に水中翼船の経験と地面効果の原理を組み合わせてエクラノプランを生み出した。ソ連が崩壊するまで、1956年～1991年の間に各型の水中翼船は1300艘以上建造されている。
1961年、スタンフォード研究所は「アメリカ国内や海外での水中翼船による旅客輸送の経済的実現可能性」と題した研究報告を行った。アメリカ国内初の水中翼船の商用航路は、1961年、ニュージャージー州アトランティック・ハイランドからマンハッタン南部の商業地区までを結ぶ航路で、Harry Gale Nye, Jr. の North American Hydrofoils が運営した。

### 軍用

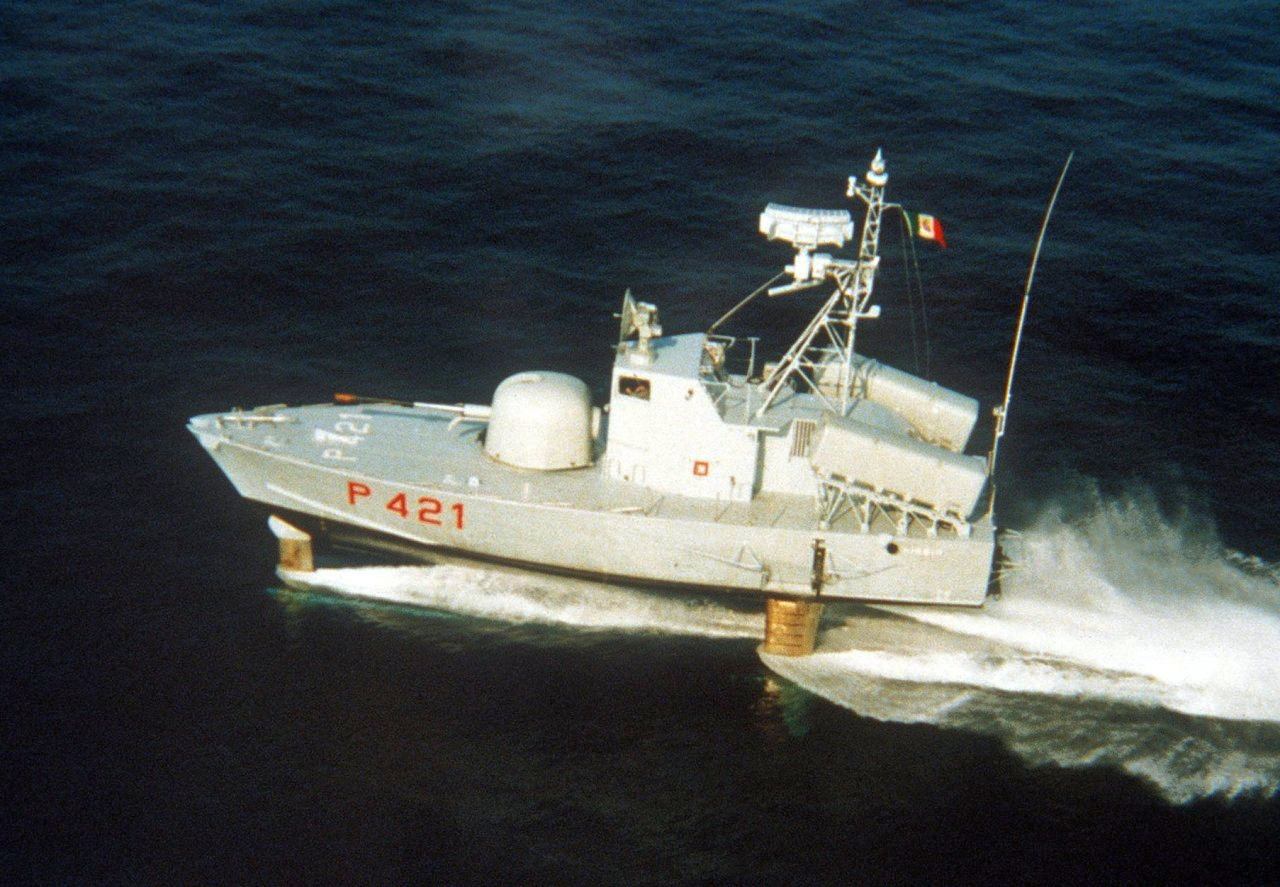
イタリア海軍スパルヴィエロ級ミサイル艇

高速艇としての軍用利用も検討されてきていたが、実用化され始めたのは1960年代以降のことである。カナダ海軍がHMCSブラドールを取得したが、1隻のみの就役に終わっている。ソ連海軍は熱心に整備を進め、チューリャ型魚雷艇、マトカ型ミサイル艇などが建造されている。アメリカ海軍においても、ペガサス級ミサイル艇を1977年から1993年にかけて運用している。イタリア海軍はスパルヴィエロ級ミサイル艇を建造し、海上自衛隊もそれを基に1号型ミサイル艇3隻を就役させていた。

## 日本国内の水中翼船
日本では1960年代に商業用半没型水中翼船が相次いで登場している。新明和工業の小型船（約15人乗）、三菱造船下関の小型・中型船（80人乗）、日立造船神奈川の小型～大型船（130人乗）がそれである。
とりわけ、シュプラマル社のライセンス契約により水中翼船を建造していた日立造船神奈川は、型式PT20（70人乗）やPT50（130人乗）を中心に50隻ほどの水中翼船を生産し、これらは瀬戸内海を中心に運航された。代表的な運航会社として、瀬戸内海汽船、石崎汽船、阪急汽船、名鉄海上観光船等がある。また東海汽船による東京湾横断航路でも使われていたため首都圏でも見ることができた。
しかし、低燃費で高速航行が可能な反面、波の影響を受け乗り心地が悪い上に維持コストが高く、水中翼の接触を防ぐ専用の接岸施設のない港に入港することができない等の欠点があり、次第に他の高速船やジェットフォイルにシェアを奪われていった。
1999年5月9日、石崎汽船の松山～尾道航路の最終運航を以って、半没型水中翼船は国内定期航路から姿を消した。この航路で1997年12月まで活躍した「金星」（1966年日立神奈川製、PT20）が、広島県呉市で2005年（平成17年）に開館した海事博物館（大和ミュージアム）に2014年まで屋外展示保存されていた。
その後日本国内ではジェットフォイルが多く利用されている。これは、高速軍用艇向けに開発された技術を民間移転したもので、折りたたみ式の水中翼を持つ水中翼船の一種であり、コンピュータによる姿勢制御装置を持ち、耐荒天性能や乗り心地を改善している。
小型船では、ヤマハ発動機が1988年の東京国際ボートショーに二人乗り全没型水中翼船「OU-32」を出展したが、市販されることはなかった。
海上自衛隊は1993年から95年にかけて、全没型水中翼式の1号型ミサイル艇（PG）3隻を建造した。これもジェットフォイルをベースとしたイタリア海軍のスパルヴィエロ級ミサイル艇をタイプシップとしたものである。

## 主なメーカー
- 日立造船神奈川工場
  - シュプラマル PT3/PT5/PT20/PT32/PT50
- 川崎重工業神戸工場
  - 川崎ジェットフォイル(ボーイング929)
- 三菱重工業下関造船所
  - 三菱スーパーシャトル400

## 航行航路・保有会社
- 佐渡汽船

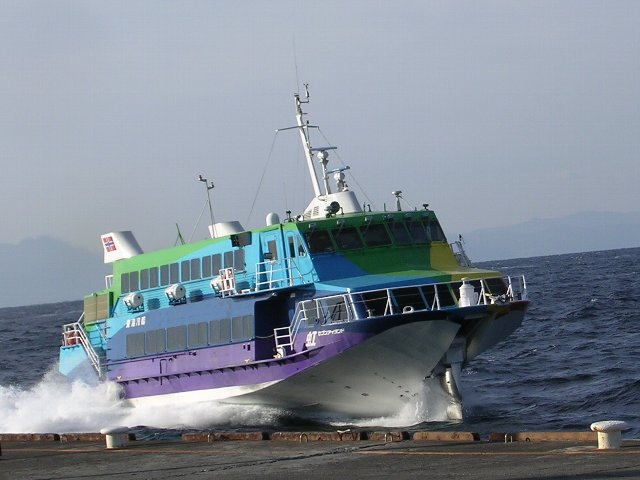
東海汽船セブンアイランド虹（伊豆大島元町港）

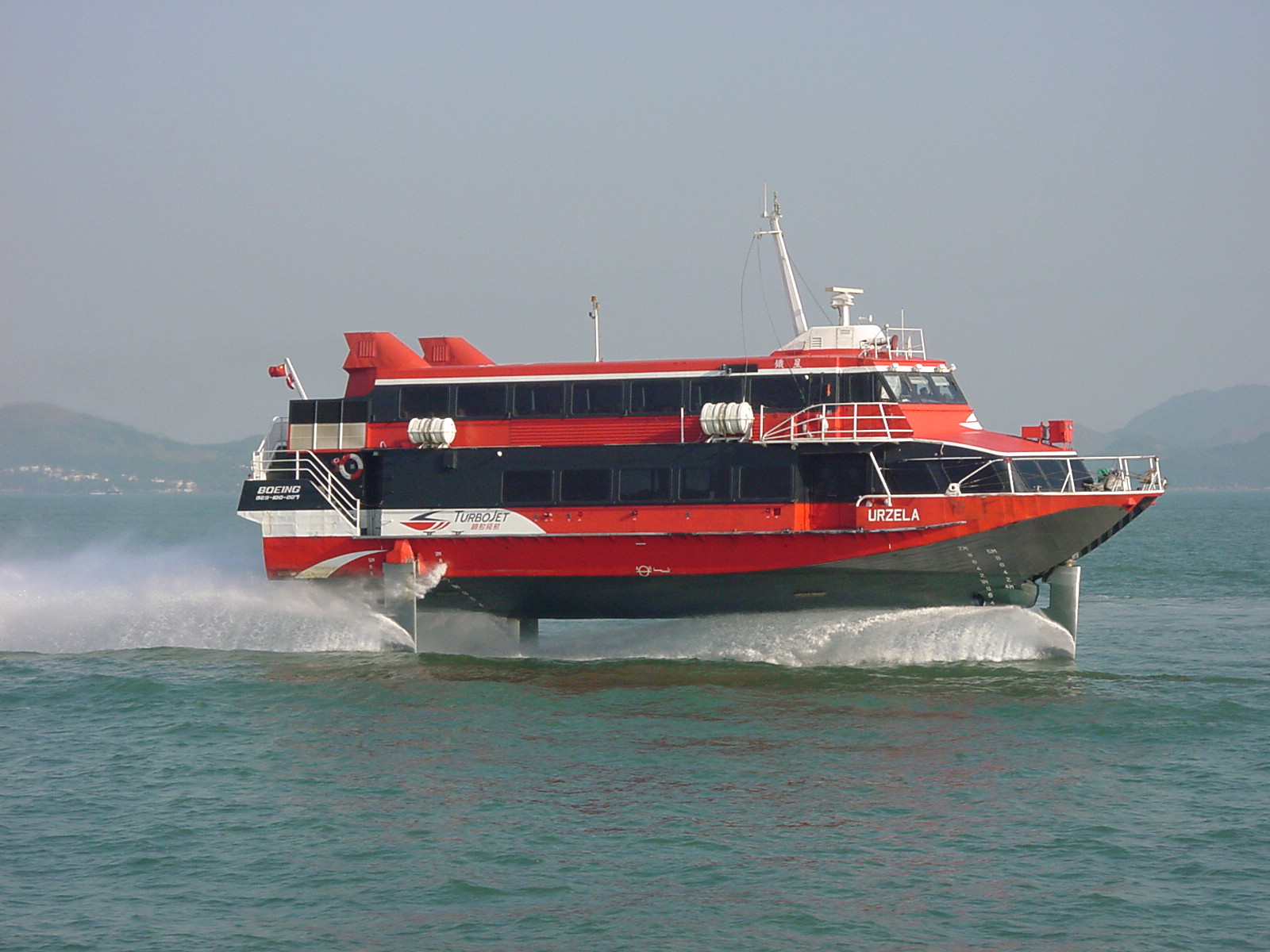
TurboJET 鉄星 JetFoil

  - 「ぎんが」（BJ15）（1986年定期就航）・「つばさ」（KJ01）（1989年定期就航）・「すいせい」（KJ10）（1991年定期就航）（川崎）
- 東海汽船
  - 「セブンアイランド愛」（BJ17）（2002年定期就航）・「セブンアイランド虹」（BJ19）（2002年定期就航）・「セブンアイランド夢」（BJ20）（2002年定期就航、2014年運航終了）・「セブンアイランド友」（2013年定期就航）・「セブンアイランド大漁」（2014年定期就航）（川崎）
- 隠岐汽船
  - 「レインボージェット」（レインボー１、1993年定期就航、2006年運航終了）（レインボー２、1998年定期就航、2013年運航終了）（レインボー３、2014年定期就航）（川崎）
- JR九州高速船
  - 「ビートル」（KJ05）（1991年定期就航）・「ビートル2」（KJ08）（1998年定期就航）・「ビートル3」（KJ03）（2001年定期就航）・「ビートル5」（KJ14）（2003年定期就航、2014年運航終了）（川崎）
- 九州郵船
  - 「ヴィーナス」（KJ09）（1990年定期就航）・「ヴィーナス2」（BJ26）（2000年定期就航）（川崎）
- 九州商船
  - 「ぺがさす」（KJ04）（1990年定期就航）・「ぺがさす2」（KJ07）（1990年定期就航）（川崎）
- 鹿児島商船（いわさきコーポレーション）
  - 「トッピー1」（KJ02）（1989年定期就航、2013年運航終了）・「トッピー2」（KJ12）（1992年定期就航）・「トッピー3」（KJ13）（1995年定期就航）・「トッピー7」（BJ11）（1997年定期就航）（川崎）
- コスモライン（市丸グループ）
  - 「ロケット」（KJ15）（1994年竣工）・「ロケット2」（BJ23）（1984年竣工）・「ロケット3」（KJ06）（1990年竣工）（川崎）
- TurboJET（香港～マカオ）
  - BJ*13：「水星」・「木星」・「土星」・「金星」・「銀星」・「鐵星」・「東星」・「錫星」・「天皇星」・「帝皇星」・「海皇星」・「幸運星」・「帝后星」
  - PS30*1：「北星」
  - Foilcat*2：「日星」・「祥星」